# Organização Árabe dos Transportadores Aéreos
Organização Árabe dos Transportadores Aéreos (Árabe: الإتحاد العربي للنقل الجوي) é uma aliança regional de empresas aéreas árabes criada em 1965 pela Liga Árabe. Tem sede em Beirute, Líbano.

## Membros
- Afriqiyah Airways
- Air Algérie (ends december 2007)
- Air Arabia
- EgyptAir
- Emirates
- Etihad Airways
- Gulf Air
- Iraqi Airways
- Jordan Aviation
- Kuwait Airways
- Libyan Airways
- Middle East Airlines
- Oman Air
- Palestinian Airlines
- Qatar Airways
- Royal Air Maroc
- Saudi Arabian Airlines
- Sudan Airways
- Syrian Arab Airlines
- Trans Mediterranean Airways
- Tunisair
- Yemenia